# Sibirocosa
Sibirocosa is een geslacht van spinnen uit de familie wolfspinnen (Lycosidae).

## Soorten
De volgende soorten zijn bij het geslacht ingedeeld:
- Sibirocosa kolymensis Marusik, Azarkina & Koponen, 2004
- Sibirocosa manchurica Marusik, Azarkina & Koponen, 2004
- Sibirocosa sibirica (Kulczyński, 1908)
- Sibirocosa subsolana (Kulczyński, 1907)